# Taddeo Landini

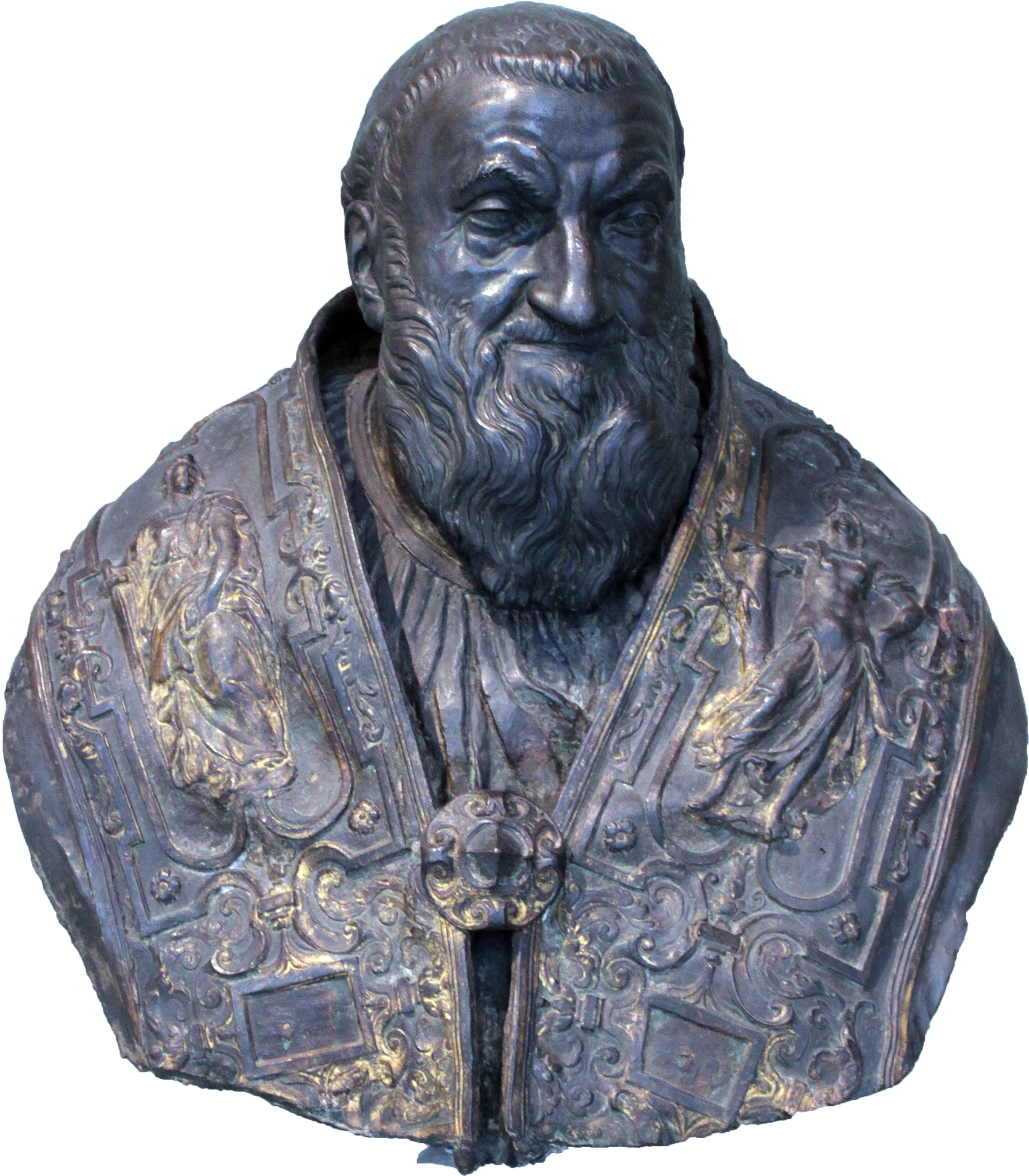
Byst av påven Sixtus V i brons, utförd av Taddeo Landini cirka 1585-1590

Taddeo Landini, född cirka 1550 i Florens, död 13 mars 1596 i Rom, var en italiensk skulptör under senrenässansen.
Landini har bland annat utfört en byst av påven Gregorius XIII samt de fyra bronsynglingarna till Sköldpaddsfontänen i Rom.